# Karma Yeshi
Karma Yeshi né le 15 octobre 1965 à Gangtok au Sikkim est un travailleur social, journaliste, militant et homme politique tibétain. Député du Parlement tibétain en exil depuis 2004, il est nommé ministre du département des Finances de l'Administration centrale tibétaine en 2016.

## Biographie
Il est né le 15 octobre 1965 à Gangtok au Sikkim. 
Il a fait ses études élémentaires à l'école centrale des Tibétains à Puruwala, Poanta Sahib et Dalhousie en Inde. Il obtient  B.A. et un B.Ed. de l'université du Panjab à Chandigarh.
En 1986, il reçoit des entraînements au combat dans l'Etablishement 22, une force frontalière Népalo-Tibétaine dans l'armée indienne qui émerge en 1962, à la fin de la guerre sino-indienne, dans laquelle environ 6000 tibétains servaient et 30 000 avaient été entraîné.  Ses membres étaient des étudiants diplômé des écoles du Tibetan Children's Village (TCV, village d'enfants tibétains) jusqu'à la fin des années 1980[source insuffisante].
Il a cofondé le Parti démocratique national du Tibet en 1994.
Karma Yeshi est journaliste, rédacteur de Tibetan Rangzen, membre fondateur Association des journalistes tibétains en exil, rédacteur en chef et directeur de la radio Voice of Tibet,. 
Il a été vice-président du Congrès de la jeunesse tibétaine entre 1995-2001.
Il a été élu député du Parlement tibétain en exil en 2004,  2006 et 2011.
Depuis le 6 juillet 2012, il s'engage dans la campagne Flame of Truth qui a pour but de recueillir des signatures pour une pétition à l'attention de l'ONU concernant la situation au Tibet,.
Le 1er juin 2016, il est nommé par le premier ministre Lobsang Sangay ministre du département des Finances de l'Administration centrale tibétaine.